# North Barrier
North Barrier är en bergsrygg i Heard- och McDonaldöarna (Australien). Den ligger längs den västra kanten på Compton Glacier på ön Heard Island.